# Trastorn de conversió
El trastorn de conversió, o trastorn de símptomes neurològics funcionals, és una categoria diagnòstica utilitzada en alguns sistemes de classificació psiquiàtrica. De vegades s'aplica a pacients que presenten símptomes neurològics, com ara entumiment, ceguesa, paràlisi o convulsions, que no són consistents amb una causa orgànica ben establerta, i que causen angoixa important. Es creu que aquests símptomes sorgeixen com a resposta a situacions estressants que afecten la salut mental d'un pacient o a una condició de salut mental permanent com la depressió. El trastorn de conversió es manté en el DSM-5, però amb el subtítol de trastorn de símptomes neurològics funcionals. Els nous criteris cobreixen el mateix rang de símptomes, però eliminen els requisits de la presència d'un estressor psicològic. ICD-10 classifica el trastorn de conversió com un trastorn dissociatiu mentre que el DSM-V el classifica com un trastorn de símptomes somàtics.
La teoria del trastorn de conversió prové de l'antic Egipte i antigament era conegut com a histèria i ceguesa histèrica. El concepte de trastorn de conversió va cobrar protagonisme a finals del segle xix, quan Jean-Martin Charcot, Sigmund Freud i el Pierre Janet van centrar els seus estudis sobre el tema. Abans dels seus estudis, sovint es creia que les persones amb histèria simulaven la malaltia. El terme "conversió" té els seus orígens en la doctrina de Freud sobre la qual l'ansietat es "converteix" en símptomes físics.

## Signes i símptomes
El trastorn de conversió comença amb algun estressor, trauma o angoixa psicològica. Normalment els símptomes físics de la síndrome afecten els sentits o el moviment. Els símptomes habituals són ceguesa, paràlisi parcial o total, incapacitat de parlar, sordesa, entumiment, dificultat per empassar, incontinència, problemes d'equilibri, convulsions, tremolors i dificultat per caminar. Aquests símptomes s'atribueixen al trastorn de conversió quan no es pot trobar una explicació mèdica per a les afliccions. Els símptomes del trastorn de conversió solen aparèixer sobtadament. El trastorn de conversió es sol observar en individus de 10 a 35 anys i afecta entre el 0,011% i el 0,5% de la població general.
El trastorn de conversió pot presentar-se amb símptomes motors o sensorials, inclosos els següents:
Símptomes o dèficits motors:
- Coordinació o equilibri deteriorats
- Debilitat / paràlisi d'una extremitat o de tot el cos (paràlisi histèrica o trastorns de conversió motors)
- Deteriorament o pèrdua de la parla (afonia histèrica)
- Dificultat per empassar (disfagia) o sensació de nus a la gola
- Retenció urinària
- Convulsions psicogèniques no epilèptiques
- Distonia persistent
- Tremolor, mioclònia o altres trastorns del moviment
- Problemes de marxa (astàsia-abàsia)
- Pèrdua de consciència (desmais)

Símptomes o dèficits sensorials:
- Visió deteriorada (ceguesa histèrica), doble visió
- Problemes auditius (sordesa)
- Pèrdua o pertorbació del tacte o sensació de dolor

Els símptomes de conversió normalment no s'ajusten a les vies anatòmiques i mecanismes fisiològics coneguts. De vegades s'ha afirmat que els símptomes que presenten solen reflectir la pròpia comprensió de l'anatomia del pacient i que, com menys coneixement tingui una persona, més implausibles són els símptomes que presenten. Tanmateix, encara no s'han realitzat estudis sistemàtics per confirmar aquesta afirmació.

## Diagnòstic

### Definició
El trastorn de conversió ara es troba sota el terme trastorn funcional dels símptomes neurològics.
Els criteris de diagnòstic per al trastorn de símptomes neurològics funcionals, tal com es recull a la DSM-5, són:
1. Un o més símptomes d'alteració de la funció motora o sensitiva voluntària.
2. Les troballes clíniques aporten proves de la incompatibilitat entre el símptoma i les afeccions neurològiques o mèdiques reconegudes.
3. El símptoma o deficiència no s'explica millor per un altre trastorn mèdic o mental.
4. El símptoma causa malestar clínicament significatiu o deteriorament en el social, laboral o altres àrees importants de l'funcionament.

1. The patient has at least one symptom of altered voluntary motor or sensory function.
2. Clinical findings provide evidence of incompatibility between the symptom and recognised neurological or medical conditions.
3. The symptom or deficit is not better explained by another medical or mental disorder.
4. The symptom or deficit causes clinically significant distress or impairment in social, occupational, or other important areas of functioning or warrants medical evaluation.

Segons el tipus de símptoma o dèficit:
- Amb debilitat o paràlisi
- Amb moviment anormal
- Amb símptomes de deglució
- Amb símptomes de la parla
- Amb atacs o convulsions
- Amb amnèsia o pèrdua de memòria
- Amb símptomes especials de pèrdua sensorial
- Amb símptomes mixtes.

Segons la durada:
- Episodi agut: símptomes presents durant menys de sis mesos
- Persistent: símptomes presents durant sis mesos o més.[9]

Segons si hi ha la presència d'un estressor:
- Amb factor d'estrès psicològic (cal especificar quin)
- Sense factor d'estrès psicològic

### Exclusió de malalties neurològiques
El trastorn de conversió presenta símptomes que normalment s'assemblen a un trastorn neurològic com l'ictus, l'esclerosi múltiple, l'epilèpsia o la paràlisi periòdica hipocalèmica. El neuròleg ha d'excloure acuradament la malaltia neurològica, mitjançant l'examen i investigacions apropiades. Tot i això, no és rar que els pacients amb malaltia neurològica tinguin també un trastorn de conversió.
Per l'exclusió de la malaltia neurològica, el neuròleg s'ha basat tradicionalment en part en la presència de signes positius del trastorn de conversió, és a dir, alguns aspectes de la presentació que es creien rars en malalties neurològiques, però habituals en conversió. No obstant això, la validesa de molts d'aquests signes ha estat qüestionada per un estudi que demostra que també es troben en malalties neurològiques. Un d'aquests símptomes, per exemple, és la belle indifférence, descrit a DSM-IV com "una relativa manca de preocupació per la naturalesa o les implicacions dels símptomes". En un estudi posterior, no es va trobar cap evidència que els pacients amb símptomes funcionals tinguin més probabilitats de presentar-lo que els pacients amb malaltia orgànica confirmada. Al DSM-V, la belle indiferència es va eliminar com a criteri de diagnòstic.
Una altra característica que es va considerar important és que els símptomes tendien a ser més greus en el costat no dominant (generalment esquerre) del cos. Hi ha hagut diverses teories sobre això, com la implicació relativa dels hemisferis cerebrals en el processament emocional, o més simplement, que era "més fàcil" viure amb un dèficit funcional del costat no dominant. Tanmateix, una revisió bibliogràfica de 121 estudis va demostrar que això no era cert, i el biaix de publicació és l'explicació més probable per a aquesta visió habitual. Tot i que sovint s'assumeix que l'agitació és un signe positiu del trastorn de conversió, l'alliberament d'adrenalina és una causa demostrada de paràlisi en la paràlisi periòdica hipocalèmica.
De vegades es produeix un diagnòstic erròni. En un estudi altament influent de la dècada de 1960, Eliot Slater va demostrar que s'havien produït diagnòstics erronis en un terç dels seus 112 pacients amb trastorn de conversió. No obstant això, autors posteriors han defensat que el treball era defectuós, i una metaanàlisi ha demostrat que les taxes de diagnòstic erroni des que es va publicar aquest document són al voltant del quatre per cent, el mateix que en altres malalties neurològiques.

### Exclusió de la simulació
El trastorn de la conversió és únic a l'ICD-10, ja que requereix explícitament l'exclusió de la simulació deliberada. Malauradament, això és probable que es demostri només quan el pacient confessa o és "enxampat" en un engany més ampli, com ara una falsa identitat. Un estudi de neuroimatge va suggerir que la simulació es distingeix de la conversió pel patró d'activació del lòbul frontal.

### Mecanisme psicològic
El mecanisme psicològic de conversió és potser l'aspecte més difícil del diagnòstic de trastorn de conversió. Tot i que hi hagi un antecedent traumàtic clar o un altre desencadenant psicològic, encara no està del tot clar com això dona lloc als símptomes observats. Els pacients amb símptomes neurològics sense explicació mèdica poden no tenir cap estressor psicològic, i d'aquí l'ús del terme "trastorn de símptomes neurològics funcionals" en el DSM-5 en contraposició a "trastorn de conversió", i l'eliminació de la necessitat d'un detonant psicològic.

## Tractament
Hi ha diversos tractaments disponibles per tractar i gestionar la síndrome de conversió, entre els quals l'hipnosi, la psicoteràpia, la teràpia física, el maneig d'estrès i l'estimulació magnètica transcranial. Els plans de tractament han de tenir en compte la durada i la presentació dels símptomes i poden incloure un o diversos dels tractaments anteriors. Normalment inclouen el següent:
1. Explicació. ha de ser clars i coherent perquè l'atribució de símptomes físics a una causa psicològica no és acceptada per moltes persones educades en les cultures occidentals. Ha de subratllar la genuïnitat de la condició, que és comuna, potencialment reversible i no vol dir que la persona que la pateixi sigui psicòtica. Posar una postura basada en causes neutres descrivint els símptomes com a funcionals pot ser útil, però calen més estudis. L'ideal seria que el pacient hagi d'estar en seguiment neurològic durant un temps per assegurar-se que el diagnòstic s'ha entès.
2. Fisioteràpia, si escau.
3. Teràpia ocupacional per mantenir l'autonomia en activitats de la vida diària.[24]
4. Tractament de depressió o ansietat comòrbida si hi són presents.

Hi ha pocs tractaments basats en evidències del trastorn de conversió. Altres tractaments com la teràpia cognitiva-conductual, la hipnosi, l'EMDR i la psicoteràpia psicodinàmica, el biofeedback cerebral amb EEG, necessiten més proves. El tractament psicoanalític també pot ser d'utilitat.

## Prognosi
Estudis empírics han trobat que el pronòstic del trastorn de conversió varia àmpliament, amb alguns casos resolts en setmanes, i d'altres duren anys o dècades.

## Epidemiologia

### Freqüència
La informació sobre la freqüència del trastorn de conversió a occident és limitada, en part a causa de les complexitats del procés diagnòstic. A les clíniques de neurologia, la prevalença notificada de símptomes inexplicables entre els pacients nous és molt elevada (entre el 30 i el 60%). No obstant això, el diagnòstic de conversió requereix normalment una avaluació psiquiàtrica addicional, i com que pocs pacients veuran un psiquiatre no és clar quina proporció dels símptomes no explicats es deuen a la conversió. Els registres psiquiàtrics a gran escala dels EUA i Islàndia van trobar taxes d'incidència de 22 i 11 casos recentment diagnosticats per cada 100.000 persones/any, respectivament. Algunes estimacions afirmen que a la població general, entre el 0,011% i el 0,5% de la població té trastorn de conversió.

### Cultura
Tot i que sovint es creu que la freqüència de conversió podria ser més alta fora d'occident, potser en relació amb actituds culturals i mèdiques, l'evidència d'això és limitada. Una enquesta comunitària a població urbana de Turquia va trobar una prevalença del 5,6%. Molts autors han trobat que la conversió és més freqüent en grups socioeconòmics rurals i baixos, on la investigació tecnològica dels pacients és limitada i els individus poden tenir menys coneixement sobre conceptes mèdics i psicològics.

### Gènere
Històricament, el concepte d'histèria s'entenia com una condició que afectava exclusivament a les dones, tot i que el concepte es va estendre als homes. En les recents enquestes sobre el trastorn de conversió (abans classificat com a "neurosi histèrica, tipus de conversió"), predominen dones, amb entre dues i sis pacients femenines per a cada pacient masculí.

### Edat
El trastorn de conversió pot aparèixer a qualsevol edat, però és rar en nens menors de 10 anys o en gent gran. Els estudis suggereixen un punt d'inici màxim a mitjans-finals de la dècada dels 30.